# Pilot 1000
Pilot 1000 и Pilot 5000су прве генерације ПДА уређаја које производи Палм компјутинг (тада подружница USRobotics−а). Производ је представљен у марту 1996. године.
Пилот користи Моторола 68328 процесор на 16 MHz и имао је 128 kB (Пилот 1000) или 512 kB (Пилот 5000) уграђену меморију са случајним приступом (Random-access memory).

## Опис рачунара
ПДА има пластично кућиште (различите боје). Његове димензије су 120к80к18 mm, а тежина му је 160 грама. Pilot има монохроматски ЛЦД тактилни панел резолуције 160к160 пиксела, са „зоном за унос графита” представљеном у доњој трећини екрана. Испод екрана се налази зелено дугме за укључивање/искључивање, четири дугмета за апликације (Date Book, Address Book, To Do List, и Memo Pad) и два дугмета за померање. Са леве стране, контрола контраста. У горњем десном углу, утор за оловку. На задњој страни уређаја налазе се враташца меморијског слота, дугме за ресетовање, одељак за батерије (садрже две ААА батерије) и серијски порт (за коришћење са PalmPilot постољем).
Меморија се чува у „слоту за меморију“ испод пластичног поклопца на задњем врху ПДА. РОМ чип од 512 kB чува Палм ОС 1.0 и резидентне апликације. РАМ је доступан у 128 kB, 512 kB или 1 MB, са PalmPilot Professional меморијском картицом, до 2 MB РАМ-а. Хардверско ограничење је 12 MB РАМ-а и 4 MB РОМ-а.
Након калибрационог теста представљеног током почетног укључивања, Пилот би се покренуо и био спреман за употребу и синхронизацију. Повезивање и синхронизација ПДА иницијално је вршено преко услужног програма под називом Pilot Desktop. За ПЦ, Пилот десктоп је дистрибуиран или на диску од 3½ инча или на ЦД-РОМ-у (према оригиналном комплету дискета, v1.0 је била за Виндовс 95 и укључивала је туторијални диск и два win32s диска за Виндовс 3.1, v2.0 је била за Виндовс 95 и Виндовс НТ). Верзија Пилот Десктоп-а (преименована у Palm Desktop) сада постоји за коришћење са Мак платформом, а постоји и подршка отвореног кода за коришћење на Линук дистрибуцијама (једна од преферираних развојних платформи за Палм ОС).